# سفاطة
سَفَّاطَة (الاسم العلمي: Callimorpha)، جنس حشرات عثية من حرشفيات الأجنحة وفصيلة الأربوسية. من أنواعها سفاطة طاغية